# قائمة الأباطرة البيزنطيين
هذه قائمة الأباطرة البيزنطيين من وقت تأسيس القسطنطينية سنة 330م، والتي تُمثل البداية التقليدية للإمبراطورية البيزنطية (أو الإمبراطورية الرومانية الشرقية)، وصولًا إلى فتحها على يد العثمانيين بقيادة السلطان محمد الفاتح سنة 857هـ الموافقة لسنة 1453م. وحدهم الأباطرة الذين اعتُرف بهم حكامًا شرعيين ومارسوا سلطة سيادية مضمنين في هذه القائمة، واستُبعد الأباطرة الشبان المبتدئون (اللاتينية: symbalileis) الذين لم يحصلوا أبدًا على منصب الحاكم الوحيد أو كبار القادة، بالإضافة إلى مختلف المغتصبين أو المتمردين الذين زعموا اللقب الإمبراطوري.
يتفق المُؤرخون على أنَّ سُلالة الأباطرة البيزنط تبدأ بِالإمبراطور الروماني قُسطنطين الأوَّل، الذي كان أوَّل من اعتنق المسيحيَّة من حُكَّام تلك الدولة، وسبب جعل السُلالة تبدأ به يعود إلى أنَّ الإمبراطوريَّة البيزنطيَّة تميَّزت عن الرومانيَّة بِكونها مسيحيَّة مُنذُ البداية، كما أنَّ الإمبراطور المذكور أعاد بناء مدينة بيزنطة العتيقة، التي شيَّدها الإغريق حوالي سنة  657 ق.م، ونقل مركز العاصمة إليها، فسُميت باسمه لاحقًا وأصبحت «القُسطنطينيَّة»، كما أنَّ الأباطرة اللاحقون نظروا إلى قُسطنطين المذكور باعتباره الحاكم الأمثل، واتخذوه قُدوةً لهم. وباختصار، فإنَّ السبب الذي يجعل من قُسطنطين المُؤسس الفعليّ لِهذه الدولة، هو أنَّ سماتها الثقافيَّة والحضاريَّة المُميَّزة التي تُفرِّقُها عن الإمبراطوريَّة الرومانيَّة ظهرت وتبلورت في عهده: فنظام حُكمها رومانيّ إمبراطوري تمركز في القُسطنطينيَّة وسط مُحيطٍ شرقيٍّ يونانيٍّ وثقافةٍ شرقيَّةٍ هيمنت عليها وهضمت مظاهرها اللاتينيَّة، وكانت المسيحيَّةُ دينها منذُ البداية، عكس الرومانيَّة التي كانت الوثنيَّة دينها ثُمَّ تنصَّرت.
كانت الإمبراطوريَّة البيزنطيَّة الخليفة الشرعيَّة لِلإمبراطوريَّة الرومانيَّة في ممالكها الشرقيَّة، بعد انقسام الأخيرة إلى نصفين شرقيّ وغربيّ سنة 395م. استمرَّت الإمبراطوريَّة الرومانيَّة الغربيَّة قائمة حتَّى سنة 476م، وعندما سقطت اعتبر الأباطرة البيزنطيَّون أنفسهم الخُلفاء الشرعيُّون المُباشرون لِلأباطرة الرومان المُتحدرين من أغسطس قيصر. مصطلح «البيزنطية» صاغه التأريخ الغربي فقط في القرن السادس عشر. لم يتوقف الأباطرة البيزنطيين عن استخدام لقب «الإمبراطور الروماني» إلى ما بعد التتويج البابوي لشارلمان الفرنجي كإمبراطور الرومانية المقدسة (25 كانون الأول (ديسمبر) 800م)، وقد حصل ذلك جزئيًا كرد فعل على تتويج الإمبراطورة أيرين على عرش القسطنطينية، والتي لم يعترف البابا ليون الثالث بسلطانها كونها امرأة.

## الألقاب والتسميات

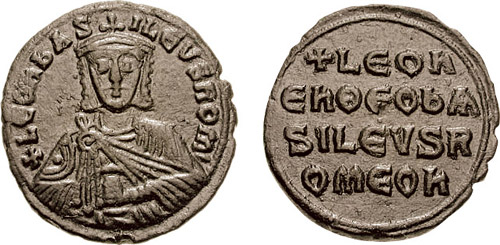
فلس رومي برونزي نُقشت على وجهه صُورة الإمبراطور ليون السادس الحكيم (حكم ما بين سنتيّ 886–912م). ونُقشت على قفاه العبارة اليُونانيَّة المُرونمة:
+LEOn En ΘEO bASILEVS ROMEOn
ومعناها:

صاغ المُؤرخون الغربيُّون مُصطلح «بيزنطيُّون» خِلال القرن السادس عشر الميلاديّ، وانتقلت هذه التسمية إلى اللُغة العربيَّة بعد عدَّة قُرُون. وسبب إطلاق هذه التسمية اعتبار البابويَّة أنَّ حامل لقب الإمبراطور الروماني إنما هو من توَّجه البابا بيده لِيُصبح حاكم الإمبراطوريَّة الرومانيَّة المُقدَّسة. وكان الخِلاف بين البابويَّة والإمبراطوريَّة البيزنطيَّة قد بدأ مع تنصيب أيرين الأثينيَّة على عرش القُسطنطينيَّة، فلم يعترف البابا ليون الثالث بها ولم يقبل أن تتولَّى امرأة شُؤون الحُكم، فتوَّج ملك الفرنجة شارلمان إمبراطورًا رومانيًّا يوم 25 كانون الأوَّل (ديسمبر) 800م، فكان أن وُلدت الإمبراطوريَّة الرومانيَّة المُقدسة في الغرب. أمَّا البيزنطيُّون أنفسهم فكانوا يُسمُّون أنفسهم رومانًا، ولفظوها «رُومَانُس» (اللاتينية: Romanus) وبقي اسم دولتهم المُتداول بينهم هو «الإمبراطوريَّة الرومانيَّة»، ولفظوها «إمپِيريُم رُومَانيُم» (اللاتينية: Imperium Romanum)، ومنها ظهرت التسمية العربيَّة الأصليَّة لِهذا الشعب وهذه الدولة، وهي «الرُّوم»، وفي العُصُور الحديثة مزج بعض المُترجمين والمُؤرخين العرب بين المُصطلحين القديم والحديث، فسمُّوا شعب هذه الإمبراطوريَّة: «الرُّوم البيزنطيُّون».
تلقَّب كُل الأباطرة السابقين لِهرقل بِلقب «أغسطس» (اللاتينية: Augustus)، واستعمل بعضهم ألقابًا أُخرى من شاكلة «دومينوس» (اللاتينية: Dominus)، وكانت أسمائهم مسبوقةٌ على الدوام بِعبارة «الإمبراطور القيصر» (اللاتينية: Imperator Caesar)، وملحوقةٌ بِلقب أغسطس. بعد وفاة هرقل، اعتمد الأباطرة البيزنطيُّون لقب «بازيليوس» اليوناني (اليونانية: βασιλεύς) لِيحُل مكان أغسطس اللاتيني، ولمَّا قامت الإمبراطوريَّة الرومانيَّة المُقدسة في الغرب، ونافست البيزنطيَّة على زعامة العالم المسيحي، اعتمد الأباطرة الروم لقب «بغاطر أو ضغاطر» (تعريب أوتوقراط) (اليونانية: Αὐτοκράτωρ)، وتعني حرفيًّا «المُستبد بِالحُكم» أي الحاكم الأوحد، لِلإشارة إلى أنَّهم الزُعماء الحق للعالم المسيحي، دون أي مُنازع. خِلال القُرُون اللاحقة، ومع ازدياد الشرخ بين المسيحيين الغربيين والشرقيين، أخذ الغربيُّون يُسمُّون الإمبراطور البيزنطي «إمبراطور اليونانيين». وعندما اقتربت الإمبراطوريَّة من خاتمتها، اتخذ لقب حاكمها الشكل التالي: «[اسم الإمبراطور] الحاكم باسم المسيح، إمبراطور وبغاطر الرُّوم». أمَّا المصادر والمُؤلَّفات العربيَّة والفارسيَّة والتُركيَّة، التي وضعها المُسلمون المُجاورون لِلإمبراطوريَّة، فقد سُمي فيها الحاكم من أباطرة الروم بـ«قيصر» أو «ملك الرُّوم» أو «ملك الأروام» أو «صاحبُ القُسطنطينيَّة» أو «تكفُور القُسطنطينيَّة». لم يُؤسس أيٌّ من الأباطرة البيزنطيين سُلالةً حاكمةً مُستقرَّة، فقد توراث عددٌ من الأبناء آبائهم قبل أن يُخلعوا عن العرش لِسببٍ ما، أو ينتخب القادة والوُزراء والأعيان شخصًا آخر لِيحل مكان الإمبراطور المخلوع أو المُتوفى، فكان نظام الوراثة البيزنطيَّة أقرب إلى العُرف من المبدأ الثابت.

## قائمة الأباطرة
| الاسم | الاسم | فترة الحكم                                                         | ملاحظات |
| --- | --- | ------------------------------------------------------------------ | --- |
| الأسرة القسطنطينية (306–363) طالع أيضًا: السلالة القسطنطينية                                                                    | |                                                                    | |
| | قسطنطين الأول العظيم (اليونانية: Κωνσταντῖνος Αʹ ὁ Μέγας) (اللاتينية: Gaius Flavius Valerius Aurelius Constantinus)          | 19 أبلول (سبتمبر) 324 – 22 أيَّار (مايو) 337                         | وُلد في ما يُعرف اليوم بنيش في عام 272م. هو ابن الأغسطس قسطنطيوس كلوروس وزوجته هيلانة. أعلن أغسطسًا على الإمبراطورية الغربية عند وفاة والده في 25 تمُّوز (يوليو) 306م، وأصبح الحاكم الأوحد للإمبراطورية الغربية بعد معركة جسر ميلفيو سنة 312م. وفي سنة 324م هزم أغسطس الشطر الشرقي ليسينيوس وأعاد توحيد الإمبراطورية، فأصبح الحاكم الأوحد طوال فترة حكمه. أكمل قسطنطين الإصلاحات العسكرية والإدارية التي بدأت خلال عهد ديوكلتيانوس، وبدأ التبشير بالمسيحية في عهد السيادة. اهتم بنشاط المسيحية، ولعب دورًا حاسمًا في تطور وتنصير العالم الروماني، وذلك من خلال الدعوة إلى المجمع المسكوني الأول في نيقية، ويقال إنه تلقى المعمودية على فراش الموت. أيضًا، أصلح نظام المداولة بالعملات عن طريق إدخال الصوليدوس الذهبي. نشطت الحركة المعمارية في عهده، وتوج النشاط المعماري بإعادة تأسيس مدينة بيزنطة باسم «روما الجديدة» أولًا، ثُمَّ عُرفت فيما بعد بالقسطنطينية. كان يُنظر إليه على أنه نموذج لجميع الأباطرة البيزنطيين اللاحقين. |
| | قنسطانطيوس الثاني (اليونانية: Κωνστάντιος) (اللاتينية: Flavius Iulius Constantius)                                           | 22 أيَّار (مايو) 337 – 5 تشرين الأوَّل (أكتوبر) 361                    | وُلد في 7 آب (أغسطس) 317م، وهو الابن الناجي الثاني لقسطنطين الأول. ورث الثلث الشرقي من الإمبراطورية الرومانية أبان موت والده، وأصبح الحاكم الروماني الأوحد سنة 353م، بعد الإطاحة بالمغتصب الغربي ماغننتيوس. شهدت فترة حكم قنسطانطيوس نشاطات عسكرية على كل الجبهات، والخلاف بين العقيدة الآريوسية المُفضلة من قبل الإمبراطور وبين العقيدة النيقية وداعميها من المسيحيين التقليديين. في فترة حكمه، منح قنسطانطيوس القسطنطينية وضع مساوٍ لروما، وبُنيت كاتدرائيَّة آيا صوفيا الأصليَّة في زمانه. عين قنسطانطيوس شقيقاه قنسطانطيوس جالوس ويوليان ككقايصرة، وتوفي في طريقه للتصدي ليوليان، الذي ثار ضده. |
| | قنسطنس (اليونانية: Κῶνστας Α) (اللاتينية: Flavius Iulius Constans)                                                           | 22 أيَّار (مايو) 337 – كانون الثاني (يناير) 350                      | وُلد سنة 323م، وهو الابن الناجي الثالث لقسطنطين الأول. أصبح قيصرًا سنة 333م. ورث الثلث الأوسط من الإمبراطورية الرومانية بعد وفاة والده، وأصبح الحاكم الأوحد في الغرب بعد وفاة قسطنطين الثاني سنة 348م. أيَّد أثناسيوس الأول بحماس، وعارض الآريوسية. اغتيل خلال انقلاب ماغننتيوس. |
| | يوليان المرتد (اليونانية: Ἰουλιανὸς ὁ Παραβάτης) (اللاتينية: Flavius Claudius Iulianus)                                      | 5 تشرين الأول (أكتوبر) 361 – 28 حُزيران (يونيو) 363                 | وُلد سنة 332م، وهو حفيد قسطنطيوس كلوروس وابن عم قنسطانطيوس الثاني. بايعه الجيش إمبراطورًا في بلاد الغال، ثُمَّ أُعلن إمبراطورًا شرعيًّا بعد وفاة قنسطانطيوس. قُتل خلال حملة عسكريَّة ضد الإمبراطورية الساسانية. |
| غير أسرية (363–364) | |                                                                    | |
| | جوفيان (اليونانية: Ἰοβιανός) (اللاتينية: Flavius Iovianus)                                                                   | 28 حُزيران (يونيو) 363 – 17 شُباط (فبراير) 364                       | ولد في حوالي سنة 332م. كان قائد الحرس خلال عهد يوليان المرتد. انتخبه الجيش حاكمًا على الدولة أبان وفاة يوليان. توفي أثناء رحلة الرجوع إلى القسطنطينية. |
| الأسرة الفالنتينيانية (364–379) طالع أيضًا: السلالة الفالنتينيانية                                                              | |                                                                    | |
| | فالنتينيان الأول (اليونانية: Οὐαλεντιανός) (اللاتينية: Flavius Valentinianus)                                                | 26 شباط (فبراير) 364 – 17 تشرين الثاني (نوفمبر) 375                | وُلد سنة 321م، عُين ضابطًا في الجيش في عهديّ جوفيان ويوليان. انتخبه الجيش أبان وفاة جوفيان، وسرعان ما عين أخاه الأصغر فالنس إمبراطورًا للشرق. توفي بنزيف مخي. |
| | فالنس (اليونانية: Οὐάλης) (اللاتينية: Flavius Iulius Valens)                                                                 | 28 آذار (مارس) 364 – 9 آب (أغسطس) 378                              | وُلد سنة 328م. كان جنديًا في الجيش الروماني، ثُمَّ عُين إمبراطورًا في الشرق من قِبل أخيه الأكبر فالنتينيان الأول. قُتل في معركة أدريانوبل. |
| | جراتيان (اليونانية: Γρατιανός) (اللاتينية: Flavius Gratianus)                                                                | 9 آب (أغسطس) 378 – 19 كانون الثاني (يناير) 379                     | وُلد في 13 نيسان (أبريل) أو في 23 أيَّار (مايو) سنة 359م. هو ابن فالنتينيان الأول إمبراطور الشرق. حكم الشطر الغربي من الإمبراطورية ثُمَّ ورث حكم الشرق بعد وفاة فالنس، فعين ثيودوسيوس الأوَّل إمبراطورًا على الشطر الأخير. اغتيل في 25 آب (أغسطس) 838م خلال تمرد ماغنوس مكسيموس. |
| الأسرة الثيودوسيوسية (379–457) طالع أيضًا: السلالة الثيودوسيوسية                                                                | |                                                                    | |
| | ثيودوسيوس الأول العظيم (اليونانية: Θεοδόσιος Αʹ ὁ Μέγας) (اللاتينية: Flavius Theodosius)                                     | 19 كانون الثاني (يناير) 379 – 17 كانون الثاني (يناير) 395          | وُلد في 11 كانون الثاني (يناير) 347م. كان من النبلاء وقائدًا عسكريًّا، وهو الأخ غير الشقيق لجراتيان. عينه الأخير إمبراطورًا على الشرق. أصبح سنة 392م الحاكم الأوحد للإمبراطورية حتى وفاته. |
| | آركاديوس (اليونانية: Ἀρκάδιος) (اللاتينية: Flavius Arcadius)                                                                 | 17 كانون الثاني (يناير) 395 – 1 أيَّار (مايو) 408                    | وُلد حوالي سنة 377/378م. هو الابن الأكبر لثيودوسيوس الأول. عند وفاة الأخير، انقسمت الإمبراطورية الرومانية إلى شطرين: الإمبراطورية الرومانية الشرقية التي عُرفت لاحقًا باسم الإمبراطورية البيزنطية، والإمبراطورية الرومانية الغربية. أصبح الابن الأكبر لثيودوسيوس الأول، أي آركاديوس، الحاكم على الشرق، وحكم ابنه الأصغر هونوريوس الشطر الغربي من الإمبراطورية. |
| | ثيودوسيوس الثاني (اليونانية: Θεοδόσιος Β) (اللاتينية: Flavius Theodosius)                                                    | 1 أيَّار (مايو) 408 – 28 تمُّوز (يوليو) 450                            | وُلد في 10 نيسان (أبريل) 401م، وهو الابن الوحيد لآركاديوس، فخلفه بعد وفاته. كان ما يزال قاصرًا عند موت أبيه، فأصبح الحاكم البريتوري أنثيميوس وصيًّا على العرش خلال الفترة الممتدة بين سنتيّ 408 و414م. تُوفي نتيجة حادث وقع أثناء سباقه بالخيل. |
| | بلخريا (اليونانية: Πουλχερία) (اللاتينية: Aelia Pulcheria)                                                                   | 28 تمٌّوز (يوليو) 450 – تمُّوز (يوليو) 453                             | وُلدت في 19 كانون الثاني (يناير) 398م أو 399م. هي إحدى بنات آركاديوس. حكمت مع زوجها مارقيان. |
| | مارقيان (اليونانية: Μαρκιανός) (اللاتينية: Flavius Marcianus Augustus)                                                       | 450 – كانون الثاني (يناير) 457                                     | وُلد سنة 369م. كان جنديًّا وسياسيًّا، ثُمَّ أصبح إمبراطورًا بعد زواجه من بلخريا، أخت ثيودوسيوس الثاني، وذلك بعد وفاة الأخير. تُوفي نتيجة الغرغرينة. |
| الأسرة الليونية (457–518) طالع أيضًا: السلالة الليونية                                                                          | |                                                                    | |
| | ليون الأول التراقي (اليونانية: Λέων Αʹ ὁ Θρᾷξ, ὁ Μακέλλης, ὁ Μέγας) (اللاتينية: Flavius Valerius Leo)                        | 7 شُباط (فبراير) 457 – 18 كانون الثاني (يناير) 474                  | وُلد في داسيا حوالي سنة 400م، من أصل بيسياني. كان في البداية ضابط مُنخفض الرتبة وخدم كمُلازم للقائد العام للجيش «أسبار» القوطي، الذي اختار ليون ليكون إمبراطورًا بعد وفاة مارقيان. كان ليون أول إمبراطور يتوج من قِبل بطريرك القسطنطينية. تميز عهده بالسلم على جبهتيّ نهر الدانوب وفارس، مما سمح له بالتدخل في الشؤون الداخلية للإمبراطورية الرومانية الغربية. دعم المرشحين للعرش وأرسل حملةً عسكريَّةً لاستعادة قرطاج من الوندال سنة 468م. كان في البداية دمية في يد أسبار، ثم بدأ في دعم الإيساوريين في سبيل إيجاد نوع من توازن القوى مع القوط بقيادة أسبار، فزوج ابنته أريادني إلى القائد الإيساوري تراسكاليسايوس (زينون). تمكن من قتل أسبار سنة 471م بدعمٍ إيساوري، ودُمرت السيطرة القوطية على الجيش. |
| | ليون الثاني (اليونانية: Λέων Βʹ) (اللاتينية: Flavius Leo)                                                                    | 19 كانون الثاني (يناير) – 10 تشرين الثاني (نوفمبر) 474             | وُلد سنة 468م. هو حفيد ليون الأول من ابنته أريادن وزوجها الإيساوري «زينون». رُقي إلى رتبة قيصر في 18 تشرين لثاني (نوفمبر) 473م. جلس ليون الثاني على العرش بعد وفاة جده ليون الأول في 19 كانون الثاني (يناير) 474م. جعل أبوه زينون مشاركًا له في الحكم ووصيًا فعليًّا على العرش في 9 تشرين الثاني (نوفمبر) 474م، وتوفي بعدها بفترة قصيرة، وذلك في 10 تشرين الثاني (نوفمبر) 474م. |
| | زينون (اليونانية: Ζήνων) (اللاتينية: Flavius Zeno)                                                                           | 10 تشرين الثاني (نوفمبر) 474 – 9 نيسان (أبريل) 491                 | وُلد حوالي سنة 425م في إيساوريا. اسمه الأصلي تراسكاليسايوس. تولَّى قيادة جنود ليون الأول في إيساوريا، وارتقى المراتب حتَّى أصبح دمستقًا. تزوج من ابنة الإمبراطور أريادني وسمى نفسه زينون. لعب دورًا حاسمًا في القضاء على أسبار والقوطيون. جعله ابنه مُشاركًا له في الحكم في 9 تشرين الثاني (نوفمبر) 474م، وأصبح الحاكم الأوحد أبان وفاة ابنه، لكنه هرب إلى بلاده بسبب تمرد باسيليسكيوس سنة 475م. استعاد السيطرة على العاصمة سنة 476م، ومن ثم عقد السلام مع الوندال، وهزم التحديات لحكمه من قبل فيرينا وإيلوس، وأمن السلام في البلقان عن طريق إغراء القوط الشرقيين بقيادة ثيودوريك العظيم بالهجرة إلى إيطاليا. شهد عهد زينون نهاية سلالة الأباطرة الرومان الغربيين. جعله موقفه المؤيد للمونوفيزية مكروهًا من قبل الشعب، كما أدى إصداره وثيقة الهينتوكيون إلى وقوع الانشقاق الأكاسي مع البابوية. |
| | باسيليسكيوس (اليونانية: Βασιλίσκος) (اللاتينية: Flavius Basiliscus)                                                          | 9 كانون الثاني (يناير) 475 – آب (أغسطس) 476                        | قائد عسكري وأخ شقيق لليو الأول. استولى على العرش من زينون ولكنه عُزل مجددًا على يد الأخير. توفي سنة 476 أو 477م. |
| | أناستاسيوس الأول (اليونانية: Ἀναστάσιος Αʹ ὁ Δίκορος) (اللاتينية: Flavius Anastasius)                                        | 11 نيسان (أبريل) 491 – 9 تمُّوز (يوليو) 518                          | وُلد حوالي سنة 430م في دراس. كان ناظرًا من نُظَّار القصر (سيلنتريوس) عندما اختارته الإمبراطورة الأرملة أريادني ليكون زوجًا لها، فحمل اللقب الإمبراطوري نتيجة هذا الزواج. لُقِّب بـ«ديكورس» (اللاتينية: Dicorus)، وذلك بسبب تغاير لون قزحيتيه. قام أنستاسيوس بإصلاح النظام الضريبي والعملة البيزنطية وأثبت أنه حاكم مقتصِد، حتى أنه في نهاية عهده ترك فائضًا ماليًا كبيرًا. أدى تعاطفه مع الطائفة المونوفيزية إلى قيام معارضة واسعة النطاق، أبرزها ثورة فيتاليان والانشقاق الأكياني. تميز عهده أيضًا بغارات البلغار الأولى في البلقان وحرب مع فارس بسبب تأسيس الروم حصن دارا على الحدود الفارسية البيزنطية. توفي دون أن يعقب. |
| الأسرة الجستينية (518–602) طالع أيضًا: الإمبراطورية البيزنطية تحت حكم السلالة الجستينية                                         | |                                                                    | |
| | جستين الأول (اليونانية: Ἰουστῖνος Αʹ) (اللاتينية: Flavius Iustinus)                                                          | تمُّوز (يوليو) 518 – 1 آب (أغسطس) 527                                | وُلد حوالي سنة 430م في بدريانا (جوستينيانا بريما)، بدرداني (Dardani). كان ضابطًا وقائدًا في فرقة الحرس الإمبراطوري إكسبيتورز خلال عهد أناستاسيوس الأول. انتخبه الجيش والشعب إمبراطورًا أبان وفاة أناستاسيوس الأول. |
| | جستينيان الأول العظيم (اليونانية: Ἰουστινιανὸς Αʹ ὁ Μέγας) (اللاتينية: Flavius Petrus Sabbatius Iustinianus)                 | 1 آب (أغسطس) 527 – 13/14 تشرين الثاني (نوفمبر) 565                 | وُلد سنة 482م أو 483م في تيرايسوم بمقدونيا. هو الابن المُتبنَّى لجستين الأول، يُحتمل أنه رُفِّع لِإمبراطورٍ قسيمٍ (شريكٍ في الحكم) في 1 نيسان (أبريل) 572م. تولَّى الحكم بعد وفاة جستين الأول. حاول استعادة الشطر الغربي من الإمبراطورية، فاستعاد فتح إيطاليا وشمال أفريقيا وأجزاء من إسبانيا. هو واضع قانون جستنيان، أو «صُلب القانون المدني»، الذي يُشكل أساس قوانين الكثير من الدول الأوروبية الحديثة. |
| | جستين الثاني (اليونانية: Ἰουστῖνος Βʹ) (اللاتينية: Flavius Iustinus Iunior)                                                  | 14 تشرين الثاني (نوفمبر) 565 – 5 تشرين الأول (أكتوبر) 578          | وُلد حوالي سنة 520م. هو الابن المُتبنَّى لجستينيان الأول. تولى الحكم أبان وفاة جستينيان بدعم من الجيش ومجلس الشيوخ. أُصيب بالجنون، فجُعلت زوجته صوفيا وصيَّة عليه خلال الفترة الممتدة بين سنتيّ 573 و574م، وخلال الفترة الممتدة ما بين سنتيّ 574 و578م أصبح تيبيريوس الثاني قسطنطين وصيًا عليه. |
| | تيبريوس الثاني قسطنطين (اليونانية: Τιβέριος Βʹ) (اللاتينية: Flavius Tiberius Constantinus)                                   | 5 تشرين الأول (أكتوبر) 578 – 14 آب (أغسطس) 582                     | وُلد حوالي سنة 535م. كان قائدًا للحرس الإمبراطوري، وهو صديق وابن جستين الثاني بالتبني. لُقب «قيصر» وحكم البلاد سنة 574م أبان وفاة جستين الثاني. |
| | موريكيوس (اليونانية: Μαυρίκιος) (اللاتينية: Flavius Mauricius Tiberius)                                                      | 14 آب (أغسطس) 582 – 22 تشرين الثاني (نوفمبر) 602                   | وُلد سنة 539 في أرباسيوس، بقباذوقية. أصبح مسؤولًا سياسيًّا وبعد ذلك قائدًا عسكريًّا. تزوج ابنة تيبريوس الثاني وخلفه بعد وفاته. عين ابنه ثيودوسيوس قسيمًا في المُلك سنة 590م. أُطيح به وأُعدم من قبل فوقاس في 27 تشرين الثاني (نوفمبر) 602م في خلقدون. |
| غير أسرية (602–610) | |                                                                    | |
| | فوقاس (اليونانية: Φωκᾶς) (اللاتينية: Flavius Phocas)                                                                         | 23 تشرين الثاني (نوفمبر) 602 – 4 أكتوبر 610                        | كان قائدًا في جيش البلقان. قاد تمردًا وتمكن من خلع موريكيوس. لم يحظ بشعبية كبيرة بسبب استبداده، فخُلع بدوره وأُعدم على يد هرقل. |
| الأسرة الهرقلية (610–695) طالع أيضًا: الإمبراطورية البيزنطية تحت حكم السلالة الهرقلية                                           | |                                                                    | |
| | هرقل (اليونانية: Ἡράκλειος) (اللاتينية: Flavius Heraclius)                                                                   | 5 تشرين الأول (أكتوبر) 610 – 11 شُباط (فبراير) 641                  | وُلد حوالي سنة 575م، وهو الابن البكر لـهرقل الأكبر حاكم إكسرخسية إفريقية. أعلن الثورة على فوقاس سنة 609م وخلعه في تشرين الأول (أكتوبر) 610م. انتصر بالحرب ضدَّ الفُرس الساسانيين (602-628) ولكن بتكلفةٍ باهظة. لم يتمكن من إيقاف زحف المسلمين وفتحهم للشام ومصر. استبدل اللغة اللاتينية باليونانية وجعلها لغة الإدارة الرسميَّة. |
| | قسطنطين الثالث قسطنطين هرقل الجديد سابقاً (اليونانية: Ἡράκλειος νέος Κωνσταντῖνος) (اللاتينية: Heraclius Novus Constantinus)  | 11 شُباط (فبراير) – 24/26 أيَّار (مايو) 641                           | وُلد في 3 أيَّار (مايو) 612م، وهو الابن البكر لهرقل من زوجته الأولى فابيا إودوكيا. عُين قسيمًا في المُلك سنة 613م، وتولَّى العرش مع شقيقه الأصغر هرقلوناس بعد وفاة هرقل. توفي بسبب السل، ويُزعم أنه سُمم من قبل الإمبراطورة الأرملة مارتينا. |
| | هرقلوناس قسطنطين هرقل سابقاً (اليونانية: Ἡρακλωνᾶς، Κωνσταντῖνος Ἡράκλειος) (اللاتينية: Constantinus Heraclius "Heraclianus") | 11 شُباط (فبراير) 641 – أيلول (سبتمبر) 641                          | وُلد سنة 626م، وهو ابن هرقل من زوجته مارتينا. سُمي قسيمًا في المُلك سنة 638م، فحكم مع شقيقه قسطنطين الثالث بعد موت هرقل. أصبح الإمبراطور الأوحد بعد وفاة قسطنطين الثالث، على أنه بقي تحت وصاية مارتينا. أجبره الجيش على تسمية قسطنطين الثاني قسيمًا، وخُلع من قبل مجلس الشيوخ في شهر أيلول (سبتمبر) 641م. |
| | قسطنطين الثاني قسطنطين «الملتحي» سابقًا (اليونانية: Κῶνστας Βʹ، Κωνσταντῖνος ὁ Πωγωνάτος) (اللاتينية: Constantus II)          | أيلول (سبتمبر) 641 – 15 أيلول (سبتمبر) 668                         | وُلد في 7 تشرين الثاني (نوفمبر) 630م، وهو ابن قسطنطين الثالث. عُيِّن قسيمًا في المُلك خلال صيف عام 641م، وذلك بعد وفاة والده علي أثر ضغوطات مارسها الجيش على هرقلوناس. أصبح الإمبراطور الأوحد بعد أن تنازل عمه هرقلوناس عن العرش قسرًا. عُمِّد باسم «هرقل»، لكنه تولى الحكم باسم «قسطنطين»، على أن «قسطنطس» هو لقبه الذي اشتهر به. نقل مركز حكمه إلى سرقوسة، حيث اغتيل، ربما بناء على أوامر من ميزيزيوس. |
| | قسطنطين الرابع الملتحي (اليونانية: Κωνσταντῖνος Δʹ ὁ Πωγωνάτος)                                                              | 15 أيلول (سبتمبر) 668 – أيلول (سبتمبر) 685                         | وُلد سنة 652م. تولى الحكم بعد مقتل والده قسطنطين الثاني. دعاه المؤرخون «قسطنطين الملتحي» خطًأ حيث اختلط عليهم مع والده. دعا إلى مجمع القسطنطينية الثالث التي أدانت هرطقة المونوثيليتية. صدَّ حصار المُسلمين الأوَّل للقسطنطينية، وتوفي بسبب الزحار. |
| | جستنيان الثاني المجدوع (اليونانية: Ἰουστινιανὸς Βʹ ὁ Ῥινότμητος)                                                             | أيلول (سبتمبر) 685 – 695                                           | وُلد سنة 669م، وهو ابن قسطنطين الرابع. عُيِّن قسيمًا في المُلك سنة 681م، وأصبح الإمبراطور الأوحد بعد وفاة قسطنطين الرابع. خُلع بثورةٍ عسكريةٍ سنة 695م، وشُوِّه وجهه (ومن هنا جاء لقبه، الذي يعني «مقطوع الأنف») ونُفي إلى خيرسون، لكنه تمكن من استعادة عرشه سنة 705م. |
| حكم العشرين عامًا (695–717) المقالة الرئيسة: حكم العشرين عاما                                                                   | |                                                                    | |
| | ليونتيوس (اليونانية: Λεόντιος)                                                                                               | 695–698                                                            | كان قائدًا عسكريًّا إيساوريًّا. خلع جستنيان الثاني وأُطيح به في ثورة أخرى سنة 698م. أُعدم في شهر شُباط (فبراير) 706م. |
| | تيبريوس الثالث أبسيمار (اليونانية: Τιβέριος Γʹ Ἀψίμαρος)                                                                     | 698–705                                                            | أمير بحارٍ من أصل جرماني. اسمه الأصلي أبسيمار. تمرد ضد ليونتيوس بعد حملة فاشلة. حكم باسم «تيبيريوس» حتى خلعه جستنيان الثاني سنة 705م. أُعدم في شباط (فبراير) سنة 706م. |
| | جستنيان الثاني المجدوع (اليونانية: Ἰουστινιανὸς Βʹ ὁ Ῥινότμητος)                                                             | آب (أغسطس) 705 – كانون الأول (ديسمبر) 711                          | استعاد عرشه بدعم من البلغار. عين ابنه تيبيريوس قسيمًا في المُلك سنة 706م. عُزل وقُتل في ثورةٍ عسكريةٍ. |
| | فيليبيكوس باردانيس (اليونانية: Φιλιππικὸς Βαρδάνης)                                                                          | كانون الأول (ديسمبر) 711 – 3 حُزيران (يونيو) 713                    | قائدٌ عسكريٌّ من أصلٍ أرمني، خلع جستنيان الثاني وأُطيح به بدوره بعد تمرد قامت به قوات أوبوسكيون. |
| | أناستاسيوس الثاني (اليونانية: Ἀναστάσιος Βʹ)                                                                                 | حُزيران (يونيو) 713 – تشرين الثاني (نوفمبر) 715                     | اسمه الأصلي أرتيميوس. كان إداريًّا وأمينًا لِلسر خلال فترة حكم فيليبيكوس. رفُع إلى العرش من قبل الجنود الذين أطاحوا بفيليبيكوس. خلعته ثورة عسكرية أُخرى، فقاد محاولة لاستعادة مُلكه سنة 718م، لكنه فشل وقُتل. |
| | ثيودوسيوس الثالث (اليونانية: Θεοδόσιος Γʹ)                                                                                   | أيَّار (مايو) 715 – 25 آذار (مارس) 717                               | كان مسؤولًا ماليًّا، ثُمَّ نُصب على العرش الإمبراطوري بواسطة القوات المُتمرِّدة في ثيمة أوبوسكيون. دخل القسطنطينية في تشرين الثاني (نوفمبر) 715م. تخلى عن الحكم بعد ثورة ليون الإيساوري وأصبح راهبًا. |
| الأسرة الإيساورية (717–802) طالع أيضًا: الإمبراطورية البيزنطية تحت حكم السلالة الإيساورية                                       | |                                                                    | |
| | ليون الثالث الإيساوري (اليونانية: Λέων Γʹ ὁ Ἴσαυρος)                                                                         | 25 آذار (مارس) 717 – 18 حُزيران (يونيو) 741                         | وُلد حوالي سنة 685م في مرعش، بمملكة كوماجيني. أصبح قائدًا عسكريًّا فيما بعد، ولمع نجمه عندما تمرد على العرش واستولى عليه في ربيع سنة 717م. صد حصار المُسلمين الثاني للقسطنطينية وبدأ حرب الأيقونات البيزنطية. |
| | قسطنطين الخامس الروث المُسمَّى (اليونانية: Κωνσταντῖνος Εʹ ὁ Κοπρώνυμος)                                                        | 18 حُزيران (يونيو) 741 – 14 أيلول (سبتمبر) 775                      | وُلد في شهر تمُّوز (يوليو) 718م، وهو الابن الوحيد لليون الثالث. كان قسيمًا في المُلك منذ سنة 720م، وخلف والده بعد وفاته، بعد أن تغلب على أرتاباسدوس الذي اغتصب السُلطة لفترةٍ وجيزة. واصل سياسات أبوه في الحرب على الأيقونات وحقق العديد من الانتصارات ضد المُسلمين والبلغار. سمَّاه المُؤرخون الكارهون له «الروث المُسمَّى» لاحقًا. |
| | أرتاباسدوس (اليونانية: Ἀρτάβασδος)                                                                                           | حُزيران (يونيو) 741/742 – 2 تشربن الثاني (نوفمبر) 743               | قائدٌ عسكريّ وصهر ليون الثالث، وكونت ثيمة أوبوسكيون. قاد ثورة سيطر فيها على القسطنطينية واستولى على الحكم، ولكنه هُزم وخُلع على يد قسطنطين الخامس، الذي سمل عيناه وقتله. |
| | ليون الرابع الخزري (اليونانية: Λέων Δʹ ὁ Χάζαρος)                                                                            | 14 أيلول (سبتمبر) 775 – 8 أيلول (سبتمبر) 780                       | وُلد في 25 كانون الثاني (يناير) عام 750م وهو الابن الأكبر لقسطنطين الخامس. أصبح قسيمًا في المُلك منذ سنة 751م، خلف والده بعد وفاته. |
| | قسطنطين السادس (اليونانية: Κωνσταντῖνος ΣΤʹ)                                                                                 | 8 أيلول (سبتمبر) 780 – آب (أغسطس) 797                              | وُلد سنة 771م، وهو الابن الوحيد لليون الرابع. أصبح قسيمًا في المُلك سنة 776م، ثُمَّ أصبح الإمبراطور الأوحد بعد وفاة أبيه سنة 780م، فحكم حتى سنة 790م تحت وصاية أمه أيرين الأثينية، التي أمرت بالإطاحة به في وقتٍ لاحقٍ، كما أمرت بِسمل عيناه وسجنه، ويُحتمل أنه مات بسبب جراحه بعد فترة وجيزة. |
| | أيرين الأثينية (اليونانية: Εἰρήνη ἡ Ἀθηναία)                                                                                 | آب (أغسطس) 797 – 31 تشرين الأول (أكتوبر) 802                       | وُلدت حوالي سنة 752م في أثينا، وتزوجت ليون الرابع. أصبحت وصية العرش على ابنها قسطنطين السادس خلال الفترة الممتدة بين سنتيّ 780 و790م، ثُمَّ أطاحت به سنة 797م وأصبحت الإمبراطورة. سنة 787م دعت إلى مجمع نيقية الثاني الذي أدان ممارسة تحطيم الأيقونات وأعاد تبجيلها إلى الممارسات المسيحية. عُزلت في انقلاب في القصر عام 802م، ثم نُفِيت وماتت في 9 آب (أغسطس) 803م. |
| الأسرة النقفورية (802–813) المقالة الرئيسة: الإمبراطورية البيزنطية تحت حكم السلالة النقفورية                                   | |                                                                    | |
| | نقفور الأول الجثاليق اللغثيط (اليونانية: Νικηφόρος Αʹ ὁ Λογοθέτης)                                                           | 31 تشرين الأول (أكتوبر) 802 – 26 تمُّوز (يوليو) 811                  | كان اللغثيط (وزير المالية العام) في عهد إيرين الأثينيَّة. قاد حملات ناجحة في البداية ضد البلغار لكنه قُتل في معركة بليسكا. |
| | ستوراكيوس (اليونانية: Σταυράκιος)                                                                                            | 26 تمُّوز (يوليو) 811 – 2 تشرين الأول (أكتوبر) 811                   | الابن الوحيد لنقفور الأول. عُيِّن قسيمًا في المُلك خلال شهر كانون الأول (ديسمبر) 803م. خلف والده على العرش بعد وفاته. أصيب بجروح خطيرة أثناء معركة بليسكا تركته مشلولًا. اضطر إلى التنازل عن الحكم، وتقاعد إلى دير حيث توفي بعد فترة وجيزة. |
| | ميخائيل الأول رانجابي (اليونانية: Μιχαὴλ Αʹ Ῥαγγαβέ)                                                                         | 2 تشرين الأول (أكتوبر) 811 – 22 حُزيران (يونيو) 813                 | صهر نقفور الأول. خلف ستوراكيوس بعد أن تنازل عن العرش. تنازل عن العرش بدوره بعد قيام ثورة بقيادة ليون الأرمني، وتقاعد إلى دير، حيث توفي في 11 كانون الثاني (يناير (844م. حكم مع ابنه البكر فيفولاكت بصفته قسيمًا في المُلك. |
| غير أسرية (813–820) | |                                                                    | |
| | ليون الخامس الأرمني (اليونانية: Λέων Εʹ ὁ Ἀρμένιος)                                                                          | 11 تمُّوز (يوليو) 813 – 25 كانوون الأوَّل (ديسمبر) 820                 | قائد عسكري من أصل أرمني. وُلد حوالي سنة 775م. ثار ضد ميخائيل الأول واستولى على العرش. عين إبنه سيمباتوس قسيمًا في المُلك باسم قسطنطين يوم عيد الميلاد سنة 813م. أحيا حرب الأيقونات البيزنطية. قُتل بسبب مؤامرة قادها ميخائيل العموري. |
| الأسرة العمورية (820–867) طالع أيضًا: الإمبراطورية البيزنطية تحت حكم السلالة العمورية                                           | |                                                                    | |
| | ميخائيل الثاني العموري (اليونانية: Μιχαὴλ Βʹ ὁ ἐξ Ἀμορίου)                                                                   | 25 كانون الأول (ديسمبر) 820 – 2 تشرين الأول (أكتوبر) 829           | وُلد سنة 770م في عمورية، وأصبح ضابطاً في الجيش. كان صديقًا لليون الخامس، الذي رقَّاه وعيَّنه في منصبٍ رفيع، لكنه قاد مؤامرةً ضد الإمبراطور أفضت إلى قتله. نجا من تمرد قاده طوماس الصقلبي، وفتح المُسلمون في عهده جزيرة إقريطش (كريت) وشرعوا بفتح صقلية. أعاد عقيدة تحطيم الأيقونات. |
| | ثيوفيلوس (اليونانية: Θεόφιλος)                                                                                               | 2 تشرين الأول (أكتوبر) 829 – 20 كانون الثاني (يناير) 842           | وُلد في عام 813م، وهو الابن الوحيد لميخائيل الثاني. عُيِّن قسيمًا في المُلك بدايةً من سنة 821م، وخلف والده بعد وفاته. |
| | ميخائيل الثالث السكِّير (اليونانية: Μιχαὴλ Γʹ ὁ Μέθυσος)                                                                       | 20 كانون الثاني (يناير) 842 – 23 أيلول (سبتمبر) 867                | وُلد في 19 كانون الثاني (يناير) 840م، وهو ابن ثيوفيلوس. خلف والده بعد موته. حكم تحت وصاية أمه ثيودورا حتى عام 856م، وتحت السيطرة الفعلية لعمه بارداس خلال الفترة الممتدة بين سنتيّ 862 و866م. أنهى معتقد تحطيم الأيقونات. قُتل على يد باسيل المقدوني. لُقب بالسكِّير من قبل مؤرخين مؤيدين لباسيل. |
| الأسرة المقدونية (867–1056) طالع أيضًا: السلالة المقدونية و الإمبراطورية البيزنطية تحت حكم السلالة المقدونية                    | |                                                                    | |
| | باسيل الأول المقدوني (اليونانية: Βασίλειος Αʹ ὁ Μακεδὼν)                                                                     | 867 – 2 آب (أغسطس) 886                                             | وُلد في ثيمة مقدونيا حوالي سنة 811م. ارتقى سُلَّم المراتب بسبب خدماته الجليلة لِلبلاط، فأصبح الخادم المفضل لدى ميخائيل الثالث. أطاح بالأخير وأسس السلالة المقدونية. قاد حروبًا ناجحةً في الشرق ضد المُسلمين والبيلكانيين، واستعاد جنوب إيطاليا للإمبراطورية. |
| | ليون السادس الحكيم (اليونانية: Λέων ΣΤʹ ὁ Σοφὸς)                                                                             | 886 – 11 أيَّار (مايو) 912                                           | وُلد في 19 أيلول (سبتمبر) 866م. يُحتمل أنه ابن باسيل الأول أو ميخائيل الثالث. كان ليون معروفًا بسعة علمه (لذلك سُمي بالحكيم)، وشهد عهده ارتفاعًا في غارات المُسلمين البحرية (الذين سمتهم المصادر الرومية سراسنة (ساراكينوس))، التي بلغت ذروتها في غزو ثيسالونيكا. تميز عهده أيضًا بحروب فاشلة ضد البلغار بقيادة القيصر شمعون الأول. |
| | إسكندر (اليونانية: Ἀλέξανδρος)                                                                                               | 11 أيَّار (مايو) 912 – 6 حُزيران (يونيو) 913                          | ابن باسيل الأول. وُلد في عام 870م وأصبح قسيمًا في المُلك عام 879م. بعدما همَّشه ليون السادس، رفض إسكندر أن يكون من المساعدين الرئيسيين لأخيه. مات نتيجة إعياءٍ شديد أصيب به بعد أن لعب بضرب الكرة (البولو). |
| | قسطنطين السابع المخملي (اليونانية: Κωνσταντίνος Ζʹ ὁ Πορφυρογέννητος)                                                        | 6 حُزيران (يونيو) 913 – 9 تشرين الثاني (نوفمبر) 959                 | ابن ليون السادس، وُلد في 17 أو 18 أيَّار (مايو) 905م. عُين قسيمًا في المُلك في 15 أيَّار (مايو) 908م. خضع خلال عهده المُبكر لوصايات متعاقبة، أولها وصاية والدته زوي كربوسينا، والبطريرك نقولا ميستيكوس، ثم لوصاية أمير البحار رومانوس ليكابينوس بدايةً من سنة 919م، وقد زوَّج الأخير ابنته إلى قسطنطين وتُوِّج إمبراطورًا أكبر سنة 920م. هُمش قسطنطين خلال فترة حكم رومانوس ليكابينوس، لكنه ثبَّت سيطرته بإقصاء أبناء رومانوس في أوائل سنة 945م. تميز عهده بِحروبٍ مع سيف الدولة الحمداني في الشرق وحملة فاشلة ضد إمارة إقريطش، وإصادره سياسات مُناهضة للأرستقراطية التي كان بعضها يُغاير تشريع رومانوس الأول ضد الداينتوا. يشتهر بأنه رائد «النهضة المقدونية»، إذ شجَّع الأعمال الموسوعية والتاريخية، وكان هو نفسه كاتبًا غزير الإنتاج، ومن أفضل ما ألَّفه كان كتبًا عن فن الحكم (من إدارة الإمبراطورية) وعن مراسم الاحتفالات (المراسيم (كتاب)) التي جمعها لابنه رومانوس الثاني.                                                                 |
| | رومانوس الأول ليكابينوس (اليونانية: Ῥωμανὸς Αʹ Λεκαπηνὸς)                                                                    | 17 كانون الأول (ديسمبر) 920 – 16 كانون الأول (ديسمبر) 944          | كان أمير بحارٍ من أصل متواضع. ارتقى رومانوس سُلَّم السلطة بصفته حاميًا لقسطنطين السابع ضد القائد ليون فوقاس الأكبر. وبعد أن أصبح حمو الإمبراطور، أخذ يترقَّى في المراتب حتى توج نفسه إمبراطورًا أكبرًا. تميز عهده بنهاية الحرب مع بلغاريا والفتوحات العظيمة ليوحنا كوركواس في الشرق. جعل رومانوس أبنائه كريستوفر وأسطفان وقسطنطين قُسماء في المُلك على حساب قسطنطين السابع، لكن الأخير أطاح به وسجنه على جزيرة حيثُ اعتزل الحياة الدنيوية وترهبن. توفي على تلك الجزيرة في 15 حُزيران (يونيو) 948م. |
| | رومانوس الثاني المُخملي (اليونانية: Ῥωμανὸς Βʹ ὁ Πορφυρογέννητος)                                                             | 9 تشرين الثاني (نوفمبر) 959 – 15 آذار (مارس) 963                   | هو الابن الوحيد الباقي لقسطنطين السابع. وُلد في 15 آذار (مارس) 938م، وخلف والده بعد وفاة الأخير. حكم حتى وفاته، علمًا بأن الدولة كان يُديرها في أيامه المخصي يوسف برينجاس. تميز عهده بحرب ناجحة في الشرق ضد سيف الدولة واستعادة إقريطش على يد القائد نقفور فوقاس. |
| | نقفور الثاني فوقاس (اليونانية: Νικηφόρος Βʹ Φωκᾶς)                                                                           | 16 آب (أغسطس) 963 – 11 كانون الأول (ديسمبر) 969                    | كان القائد العسكري الأكثر نجاحًا في جيله. ولد نقفور الثاني حوالي سنة 912م، وسط عشيرة فوقاس القوية. بعد وفاة رومانوس الثاني، صعد إلى العرش بدعم من الجيش والناس كوصي على الأباطرة الشباب باسيل الثاني وقسطنطين الثامن، وتزوَّج من الإمبراطورة الأرملة ثيافونو. قاد خلال فترة حكمه عدَّة حملات عسكرية ضد المسلمين واحتل بضعة أنحاء من الشَّام. اغتاله ابن أخيه وزميله في الجيش يوحنا زمسكيس. |
| | يوحنا الأول زمسكيس (اليونانية: Ἰωάννης Αʹ Κουρκούας ὁ Τσιμισκὴς)                                                             | 11 كانون الأول (ديسمبر) 969 – 10 كانون الثاني (يناير) 976          | ابن أخ نقفور الثاني. وُلد حوالي سنة 925م. كان قائدًا عسكريًّا ناجحًا، وقد اختلف مع عمه فقاد مؤامرة مع عدة قادة ساخطين لقتله. خلف يوحنا زمسكيس نقفور على العرش الإمبراطوري، وفي الوصاية على أبناء رومانوس الثاني. سحق يوحنا زمسكيس الغُزاة الروس في بلغاريا وقضى على القيصرية البلغارية قبل أن يسير على رأس حملة إلى الشرق، حيث مات. |
| | باسيل الثاني ذابح البلغار (اليونانية: Βασίλειος Βʹ ὁ Βουλγαροκτόνος)                                                         | 10 كانون الثاني (يناير) 976 – 15 كانون الأول (ديسمبر) 1025         | هو الابن الأكبر لرومانوس الثاني. ولد سنة 958م. تميز العقد الأول من عهده بمنافسة قوية مع باسيل ليكابينوس، وحرب غير ناجحة ضد بلغاريا، وحركات تمرد قام بها قادة عسكريون في آسيا الصغرى. عزز باسيل مركزه من خلال تحالف عن طريق مصاهرة الأمير فلاديمير الأول الكييفي. بعد قمعه الثورات، شرع في غزو بلغاريا وأخضعها تمامًا في عام 1018م بعد أن دامت الحرب بينها وبين بيزنطة أكثر من 20 عامًا، ولم تقطعها سوى حرب متقطعة في الشام ضد الفاطميين. كما فرض باسيل سيطرة البيزنطيين على معظم أرمينية. بالإجمال يعتبر عهده ذروة قوة الإمبراطورية البيزنطية في العصور الوسطى. |
| | قسطنطين الثامن المخملي (اليونانية: Κωνσταντῖνος Ηʹ ὁ Πορφυρογέννητος)                                                        | 15 كانون الأول (ديسمبر) 1025 – 15 تشرين الثاني (نوفمبر) 1028       | هو الابن الثاني لرومانوس الثاني. وُلد سنة 960م وعُين قسيمًا في المُلك خلال شهر آذار (مارس) 962م. أمضى وقته منغمسًا في الملذات خلال عهد باسيل الثاني. ولمَّا تولَّى الحكم اشتهر بقلَّة اكتراثه وعبثه، وسهولة تأثره بحاشيته وشكوكه في وجود مؤامرات لخلعه، خاصة بين الأرستقراطيين العسكريين، فسمل أعين الكثيرين منهم ونفى بعضهم الآخر. اختار رومانوس أرغيروس ليكون زوجًا لابنته زوي، عندما كان مريضًا يحتضر. |
| | زوي المُخمليَّة (اليونانية: Ζωὴ Πορφυρογέννητη)                                                                                 | 15 تشرين الثاني (نوفمبر) 1028 – حُزيران (يونيو) 1050                | بنت قسطنطين الثامن، خلفت والدها على العرش بعد وفاته، بصفتها العضو الوحيد الباقي على قيد الحياة من السلالة المقدونية، إلى جانب أختها ثيودورا. حكم أزواجها الثلاثة: رومانوس الثالث (1028-1034) وميخائيل الرابع (1034-1041) وقسطنطين التاسع (1042-1050)، حكموا إلى جانبها. |
| | رومانوس الثالث أرغيروس (اليونانية: Ῥωμανὸς Γʹ Ἀργυρὸς)                                                                       | 15 تشرين الثاني (نوفمبر) 1028 – 11 نيسان (أبريل) 1034              | وُلد في عام 968م، وكان من كبار الأرستقراطيين في الإمبراطورية، وقد اختاره قسطنطين الثامن وهو على فراش الموت ليكون زوجًا لابنته زوي، فخلف قسطنطين على العرش بعد موته ببضعة أيام. |
| | ميخائيل الرابع البافلاغوني (اليونانية: Μιχαὴλ Δʹ ὁ Παφλαγὼν)                                                                 | 11 نيسان (أبريل) 1034 – 10 كانون الأول (ديسمبر) 1041               | وُلد في عام 1010م، وأصبح خليلًا لزوي حتى عندما كان زوجها رومانوس الثالث على قيد الحياة. خلفه بعد وفاته كزوج وإمبراطور. سانده أخوه الأكبر، يوحنا أورفانوتروفوس المخصي، فنجح إلى حد ما بالقضاء على التمردات الداخلية، لكن محاولته لاستعادة صقلية من المسلمين فشلت. توفي بعد صراعٍ طويلٍ مع المرض. |
| | ميخائيل الخامس الجلفاط (اليونانية: Μιχαὴλ Εʹ ὁ Καλαφάτης)                                                                    | 10 كانون الأول (ديسمبر) 1041 – 20 نيسان (أبريل) 1042               | وُلد في عام 1015م. هو ابن أخ ميخائيل الرابع وابنه المُتبنَّى. خلال فترة حكمه حاول أن يُهمِّش زوي، لكن تمرُّد الشعب أجبره على إعادتها كإمبراطورة في 19 نيسان (أبريل) 1042م، مع شقيقتها ثيودورا. خُلع في اليوم التالي لِإعادتهما، ثُمَّ خُصي وسُلخت فروة رأسه، فمات في 24 آب (أغسطس) 1042م. |
| | ثيودورا (اليونانية: Θεοδώρα                                                                                                  | 19 نيسان (أبريل) 1042 – بعد 31 آب (أغسطس) 1056                     | الأخت الصغرى لزوي. وُلدت عام 984م، وترعرعت كقسيمة في المُلك بدايةً من 19 نيسان (أبريل) 1042م. بعد زواج زوي من قسطنطين التاسع (زوجها الثالث) في شهر حُزيران (يونيو) 1042م، تم هُمِّشت ثيودورا مرةً أخرى. ولمَّا توفيت زوي سنة 1050م وتبعها قسطنطين سنة 1055م، تولَّت ثيودورا الحكم الكامل للإمبراطورية حتَّى وفاتها. رشحت ميخائيل السادس خلفًا لها. |
| | قسطنطين التاسع مونوماخوس (اليونانية: Κωνσταντῖνος Θʹ Μονομάχος)                                                              | 11 حُزيران (يونيو) 1042 – 7/8 أو 11 كانون الثاني (يناير) 1055       | وُلد حوالي سنة 1000م. أصوله نبيلة، على أن حياته لم تكن مميزة، ولكنه نُفي إلى جزيرة لسبوس بأمرٍ من ميخائيل الرابع، ولم يرجع إلا عندما اختارته زوي زوجًا لها. دعم قسطنطين الطبقة التجارية وكان يفضل مجالسة ومناقشة العلماء والمثقفين، مما أدى إلى استبعاد الطبقة الأرستقراطية العسكرية عن مجالسه. كان مُحبًا للملذات مُنغمسًا بها، وعاش حياة مسرفة مع عشيقاته ونهب عددًا من الأديرة، وأبرزها دير نيا موني في جزيرة خيوس ودير مانجانا. تميز عهده بغزوات البجانكة في البلقان والأتراك السلاجقة في الشرق، وثورات جورج مانياكيس وليون تورنيكيوس، ووقوع الانشقاق العظيم بين بطريركيتي روما والقسطنطينية. |
| غير أسرية (1056–1057) | |                                                                    | |
| | ميخائيل السادس برينغاس العسكري الأكبر (اليونانية: Μιχαὴλ ΣΤʹ Βρίγγας, ὁ Στρατιωτικός, ὁ Γέρων)                               | أيلول (سبتمبر) 1056 – 31 آب (أغسطس) 1057                           | بيروقراطي المحكمة واللغثيط تو سترايتيريكو (ومنه خرج أول لقب له). خُلع بفعل الثورة العسكرية بقيادة إسحاق كومنين، فتقاعد إلى إحدى الأديرة حيث توفي سنة 1059م. |
| الأسرة الكومنينيونية (1057–1059) طالع أيضًا: كومنينيون و الإمبراطورية البيزنطية تحت حكم السلالة الكومنينيونية                   | |                                                                    | |
| | إسحاق الأول كومنين (اليونانية: Ἰσαάκιος Αʹ Κομνηνὸς)                                                                         | 5 حُزيران (يونيو) 1057 – 22 تشرين الثاني (نوفمبر) 1059              | ولد حوالي سنة 1005م. كان قائدًا عسكريًّا ناجحًا، وقاد تمردا على رأس الجيوش الشرقية وأُعلن إمبراطورًا. اعتُرف به بعد تنازل ميخائيل السادس في 31 آب (أغسطس) 1057م. تنحى سنة 1059م وتوفي حوالي سنة 1061م. |
| الأسرة الدوكاسية (1059–1081) طالع أيضًا: دوكاس و الإمبراطورية البيزنطية تحت حكم السلالة الدوكاسية                               | |                                                                    | |
| | قسطنطين العاشر دوكاس (اليونانية: Κωνσταντίνος Ιʹ Δούκας)                                                                     | 24 تشرين الثاني (نوفمبر) 1059 – 22 أيَّار (مايو) 1067                | وُلد في عام 1006م، وأصبح حليفًا مُقربًا لإسحاق كومنين وقائدًا في جُيُوشه. خلفه على العرش بعد تنازل الأخير. عين أبنائه ميخائيل وأندرونيقوس وكونستانتوس قُسماء في المُلك. |
| | ميخائيل السابع دوكاس (اليونانية: Μιχαὴλ Ζʹ Δούκας)                                                                           | 22 أيَّار (مايو) 1067 – 24 آذار (مارس) 1078                          | وُلد سنة 1050م، وهو الابن البكر لقسطنطين العاشر، وقسيمًا في المُلك بدايةً من سنة 1059م. خلف والده بعد وفاته. تولَّت والدته إيدوكيا مكرمبولتيسا الوصاية عليه بسبب صغر سنه وذلك خلال الفترة الممتدة بين سنتيّ 1067 و1068م، وخُفِّض مقامه إلى «إمبراطورٍ يافع» بعدما تزوجت والدته رومانوس الرابع ديوجينيس ما بين سنتي 1068 و1071م. أصبح الإمبراطور الأكبر ما بين سنتي 1071 و1078م. سمّى ابنه قسطنطين وأخيه أباطرة قُسماء في المُلك. تنازل عن العرش قبل ثورة نقفور الثالث بوتانياتيس، وتقاعد إلى دير وتوفي حوالي سنة 1090م. |
| | رومانوس الرابع ديوجينيس (اليونانية: Ῥωμανὸς Δʹ Διογένης)                                                                     | 1 كانون الثاني (يناير) 1068 – 24 تشرين الأول (أكتوبر) 1071         | وُلد عام 1032م. كان قائدًا عسكريًّا ناجحًا، وتزوج من الإمبراطورة إيدوكيا مكرمبولتيسا بعد ترمُّلها، فحاز مقام الإمبراطور الأكبر والوصاية على ابنها قسطنطين العاشر. خلعه أنصار دوكاس بعد معركة ملاذكرد، وفي شهر حُزيران (يونيو) 1072م، سُملت عيناه ونُفي، وتوفي بعد فترة وجيزة. |
| | نقفور الثالث بوتانياتيس (اليونانية: Νικηφόρος Γʹ Βοτανειάτης)                                                                | 31 آذار (مارس) 1078 – 4 نيسان (أبريل) 1081                         | وُلد سنة 1001م، وأصبح أمير جُيُوش ثيمة الأناضول. تمرد ضد ميخائيل السابع ورُحِّب به في العاصمة. نجا من عدة تمردات، ولكنه خُلع من قبل عشيرة الكومنينيون. تقاعد إلى دير حيث توفي في 10 كانون الأول (ديسمبر) من نفس العام (1081 م). |
| الأسرة الكومنينيونية (1081–1185) طالع أيضًا: كومنينيون و الإمبراطورية البيزنطية تحت حكم السلالة الكومنينيونية                   | |                                                                    | |
| | ألكسيوس الأول كومنين (اليونانية: Ἀλέξιος Αʹ Κομνηνὸς)                                                                        | 4 نيسان (أبريل) 1081 – 15 آب (أغسطس) 1118                          | وُلد سنة 1056م، وهو ابن أخ إسحاق الأول كومنين. كان قائدًا عسكريًّا متميزًا، وأطاح بنقفور الثالث. امتلأت فترة حكمه بالحروب ضد النورمان والأتراك السلاجقة، وفي عهده وصلت الحملة الصليبية الأولى إلى المشرق العربي وتأسست الدول الصليبية المستقلة. أبقى على قسطنطين العاشر دوكاس ككقسيمٍ في المُلك حتى عام 1087م، فجعل ابنه الأكبر يوحنا قسيمًا عام 1092م. |
| | يوحنا الثاني كومنين (اليونانية: Ἰωάννης Βʹ Κομνηνὸς)                                                                         | 15 آب (أغسطس) 1118 – 8 نيسان (أبريل) 1143                          | وُلد في 13 أيلول (سبتمبر) 1087م، وهو الابن البكر لألكسيوس الأول. عُيِّن قسيمًا في المُلك سنة 1092م، وخلف والده بعد وفاته. كانت سمة عهده كثرة الحروب مع السلاجقة. كان حاكمًا شعبويًا مُقتصِدًا، لذلك سمَّاه شعبه «يوحنا الطيب». عين ابنه الأكبر ألكسيوس قسيمًا في المُلك عام 1122م. |
| | عمانوئيل الأول كومنين (اليونانية: Μανουὴλ Αʹ Κομνηνὸς)                                                                       | 1143 – 24 أيلول (سبتمبر) 1180                                      | وُلد في 28 تشرين الثاني (نوفمبر) 1118م، وهو الابن الرابع والأصغر ليوحنا الثاني. اختاره والده وهو على فراش الموت ليكون الإمبراطور عوض أخيه إسحاق الأكبر. كان حاكمًا نشيطًا، فأطلق حملات عسكرية متعددة ضد السلاجقة، وهزم المجر هزيمةً حاسمة، وتفوق على الدويلات الصليبية وهيمن عليها، وحاول دون جدوى استعادة إيطاليا. أدى إسرافه وحملاته العسكرية المستمرة إلى استزاف موارد الإمبراطورية. |
| | ألكسيوس الثاني كومنين (اليونانية: Ἀλέξιος B' Κομνηνὸς)                                                                       | 24 أيلول (سبتمبر) 1180 – تشرين الأول (أكتوبر) 1183                 | وُلد في 14 أيلول (سبتمبر) 1169م، وهو الابن الوحيد لعمانوئيل الأول. حكم خلال الفترة الممتدة بين سنتي 1180 و1182م تحت إمرة أمه ماريا الأنطاكية، التي خُلعت على يد أندرونيقوس الأول كومنينوس، الذي أصبح قسيمًا في المُلك وخلع أليكسوس الثاني وقتله. |
| | أندرونيقوس الأول كومنين (اليونانية: Ἀνδρόνικος Αʹ Κομνηνὸς)                                                                  | 1183 – 11 أيلول (سبتمبر) 1185                                      | وُلد حوالي سنة 1118م، وهو ابن إسحاق أخي يوحنا الثاني. سُجن عندما كان ما يزال قائدًا عسكريًّا بتهمة التآمر على يوحنا المذكور، لكنه هرب وقضى 15 عامًا في المنفى، وحلَّ ضيفًا على عدَّة ملوك في أوروبا الشرقية والشرق الأوسط. فرض نفسه وصيًا على ابن أخيه ألكسيوس الثاني عام 1182م، ثم عزله وحل مكانه. لم يحظ بشعبيةٍ أثناء حُكمه، فانتفض الناس وأطاحوا به وسحلوه سحلًا حتَّى مات. |
| الأسرة الأنجيلوسية (1185–1204) طالع أيضًا: أنجيلوس و الإمبراطورية البيزنطية تحت حكم السلالة الأنجيلوسية                         | |                                                                    | |
| | إسحاق الثاني أنجيلوس (اليونانية: Ἰσαάκιος Βʹ Ἄγγελος)                                                                        | 1185 – آذار (مارس) 1195                                            | وُلد خلال شهر أيلول (سبتمبر) 1156م. صعد إلى العرش بعد أن قاد ثورةً شعبيةً ضد أندرونيقوس الأول. تميز عهده بالثورات والحروب في البلقان، وخاصة ضد بلغاريا الصاعدة. عزله شقيقه الأكبر أليكسيوس الثالث، وسمل عيناه وسجنه. |
| | أليكسيوس الثالث أنجيلوس (اليونانية: Ἀλέξιος Γʹ Ἄγγελος)                                                                      | آذار (مارس) 1195 – 17/18 تمُّوز (يوليو) 1203                         | وُلد سنة 1153م، وهو الأخ الأكبر لإسحاق الثاني. تميز عهده بسوء الإدارة وازدياد حركات استقى ل حُكَّام الأقاليم. خلعه الصليبيون القادمون على رأس الحملة الصليبية الرابعة، فهرب من القسطنطينية، وتجول في اليونان وآسيا الصغرى، مُحاولًا حشد الحلفاء لاستعادة عرشه. توفي في الأسر بنيقية سنة 1211م. |
| | إسحاق الثاني أنجيلوس (اليونانية: Ἰσαάκιος Βʹ Ἄγγελος)                                                                        | 18 تمُّوز (يوليو) 1203 – 27/28 كانون الثاني (يناير) 1204             | أعاده الصليبيُّون إلى العرش، على أن الحكم الفعلي كان بيد ابنه أليكسوس الرابع. وبسبب فشله في تلبية مطالب الصليبيين، أطاح به ألكسيوس الخامس دوكاس في شهر كانون الثاني (يناير) 1204م وتوفي في 28 كانون الثاني (يناير) 1204م، ويُحتمل أن يكون أحدهم قد دسَّ له السُم. |
| | ألكسيوس الرابع أنجيلوس (اليونانية: Ἀλέξιος Δʹ Ἄγγελος)                                                                       | 1 آب (أغسطس) 1203 – 27/28 كانون الثاني (يناير) 1204                | وُلد سنة 1182م، وهو ابن إسحاق الثاني. حرَّض على قيام الحملة الصليبية الرابعة لإعادة والده إلى العرش، وحكم إلى جانب والده لمَّا أُعيد. وبسبب فشلهما في تلبية مطالب الصليبيين، أطاح به ألكسيوس الخامس دوكاس في شهر كانون الثاني (يناير) 1204م، وشُنق في 8 شُباط (فبراير) من نفس السنة. |
| | ألكسيوس الخامس دوكاس مورتزوفلوس (اليونانية: Ἀλέξιος Εʹ Δούκας ὁ Μούρτζουφλος)                                                | 5 شُباط (فبراير) 1204 – 13 نيسان (أبريل) 1204                       | وُلد سنة 1140م، وهو صهر أليكسيوس الثالث وأحد أبرز الأرستقراطيين الروم في زمانه. خلع إسحاق الثاني وألكسيوس الرابع في انقلاب في القصر. حاول صد الصليبيين، لكنهم استولوا على القسطنطينية وأجبروا مورتزوفلوس على الفرار. انضم إلى أليكسيوس الثالث المنفي، ولكن الأخير أمر بسمل عيناه في وقت لاحق. اعتقله الصليبيون بعد حين وأعدموه في شهر كانون الأول (ديسمبر) 1205م. |
| الأسرة اللاسكارية (إمبراطورية نيقية، 1204–1261) طالع أيضًا: لاسكاريس و إمبراطورية نيقية                                         | |                                                                    | |
| | ثيودور الأول لاسكاريس (اليونانية: Θεόδωρος Αʹ Λάσκαρις)                                                                      | 1205– كانون الأول (ديسمبر) 1221 أو 1222                            | وُلد حوالي سنة 1174م، وهو صهر أليكسيوس الثالث. انتُخب أخوه قسطنطين لاسكاريس (أو ثيودور نفسه) إمبراطورًا من قبل أهالي القسطنطينية في اليوم السابق لسقوط المدينة بيد الصليبيين. بقي قسطنطين بضع ساعات فقط في المدينة قبل نهبها ثم هرب إلى نيقية، حيث قام ثيودور بتنظيم مقاومة رومية ضد اللاتين. أُعلن قسيمًا في المُلك بعد وفاة قسطنطين في عام 1205م، ولم يُتوَّج إمبرطورًا إلَّا عام 1208م. تمكن من وقف التقدم اللاتيني في آسيا وصد هجمات السلاجقة، وإقام الإمبراطورية النيقية لتكون إحدى أقوى الدُول الروميَّة التي نشأت عقب سقوط القسطنطينية. |
| | يوحنا الثالث دوكاس فاتاتزس (اليونانية: Ἰωάννης Γʹ Δούκας Βατάτζης)                                                           | 15 كانون الأول (ديسمبر) 1221 أو 1222– 3 تشرين الثاني (نوفمبر) 1254 | وُلد حوالي عام 1192م. صاهر ثيودور الأول وعُيِّن خليفةً له عام 1212م. كان حاكمًا وجنديًا قديرًا، فوسع دولته وانتزع بيثينيا وتراقيا ومقدونيا من كلٍ من الإمبراطورية اللاتينية وبلغاريا ودولة إيبيروس الرومية المنافسة. |
| | ثيودور الثاني لاسكاريس (اليونانية: Θεόδωρος Βʹ Λάσκαρις)                                                                     | 3 تشرين الثاني (نوفمبر) 1254– 18 آب (أغسطس) 1258                   | وُلد سنة 1221 أو 1222م، وهو الابن الوحيد ليوحنا الثالث. خلف والده بعد وفاته. تميز عهده بمعاداة العائلات الأرستقراطية الرئيسية، وبانتصاره على بلغاريا وتوسعه اللاحق في الأرناؤوط (ألبانيا). |
| | يوحنا الرابع لاسكاريس (اليونانية: Ἰωάννης Δʹ Λάσκαρις)                                                                       | 18 آب (أغسطس) 1258– 25 كانون الأول (ديسمبر) 1261                   | وُلد في 25 كانون الأول (ديسمبر) 1250م، وهو الابن الوحيد لثيودور الثاني. خلف والده بعد وفاته. نظرًا لصغر سنه، وضع تحت وصاية المسؤول السياسي جورج موزالون حتى اغتيل الأخير، فأصبح ميخائيل باليولوج الوصي البديل، الذي ثُم لم يلبث أن تُوَّج إمبراطورًا أكبرًا خلال بضعة شهور. بعد استعادة القسطنطينية من الصليبيين في شهر آب (أغسطس) 1261م، همَّش ميخائيل باليولوج يوحنا الرابع تهميشًا تامًا، وسمل عيناه وسجنه. توفي يوحنا الرابع حوالي سنة 1305م. |
| الأسرة الباليولوجية (استعادة القسطنطينية، 1261–1453) طالع أيضًا: باليولوج و الإمبراطورية البيزنطية تحت حكم السلالة الباليولوجية | |                                                                    | |
| | ميخائيل الثامن باليولوج (اليونانية: Μιχαὴλ Ηʹ Παλαιολόγος)                                                                   | 1 كانون الثاني (يناير) 1259– 11 كانون الأول (ديسمبر) 1282          | وُلد في عام 1223م، وهو حفيد أليكسوس الثالث، وابن ابنة أخ يوحنا الثالث. كان وصيًّا على يوحنا الرابع ثم أصبح الإمبراطور الأكبر في عام 1259م، وأصبح الإمبراطور الأوحد في 25 كانون الأول (ديسمبر) 1261م. |
| | أندرونيقوس الثاني باليولوج (اليونانية: Ἀνδρόνικος Βʹ Παλαιολόγος)                                                            | 11 كانون الأول (ديسمبر) 1282– 24 أيَّار (مايو) 1328                  | وُلد في 25 آذار (مارس) 1259م، وهو ابن ميخائيل الثامن. عُين قسيمًا في المُلك خلال شهر أيلول (سبتمبر) 1261م، وتوج إمبراطورًا سنة 1272م بعد موت ميخائيل. مال إلى معاشرة الرهبان والمثقفين، وأهمل الجيش، فشهد عهده انهيار بيزنطة في آسيا الصغرى. نادى بابنه ميخائيل التاسع قسيمًا في المُلك. اندلعت في عهده حرب أهلية طويلة، فاضطر أن يجعل حفيده أندرونيقوس الثالث قسيمًا في المُلك وعزل أندرونيقوس الثاني. توفي في 13 شُباط (فبراير) 1332م. |
| | أندرونيقوس الثالث باليولوج (اليونانية: Ἀνδρόνικος Γʹ Παλαιολόγος)                                                            | 24 أيَّار (مايو) 1328– 15 حُزيران (يونيو) 1341                        | وُلد في 25 آذار (مارس) 1297م، وهو ابن ميخائيل التاسع. نودي به قسيمٌ في المُلك سنة 1316م، ثُمَّ أصبح مُنافسًا لجده أندرونيقوس الثاني على العرش بدايةً من شهر تمُّوز (يوليو) 1321م، فخلعه سنة 1328م وحكم بصفته الإمبراطور الأوحد حتى وفاته. تلقَّى دعمًا سياسيًّا من يوحنا السادس، وشهد عهده عدة هزائم ضد الإمارة العثمانية في آسيا، على أن حملاته العسكرية في أوروبا نجحت باستعادة إبيروس وثيساليا. |
| | يوحنا الخامس باليولوج (اليونانية: Ἰωάννης Εʹ Παλαιολόγος)                                                                    | 15 حُزيران (يونيو) 1341– 12 آب (أغسطس) 1376                         | الابن الوحيد لأندرونيقوس الثالث، لم يُعلن قسيمًا في المُلك ولا خليفةً لأبيه عند وفاة الأخير، مما أدَّى إلى اندلاع حرب أهلية مدمرة بين أمراء والده وأقرب حلفائه، وهو يوحنا السادس قانتاقوزن، الذي نودي به قسيمًا في المُلك. انتهى الصراع في عام 1347م واعتُرف بيوحنا السادس بصفته إمبراطورًا أكبرًا، لكنه لم يلبث أن خُلع على يد يوحنا الخامس عام 1354م، خلال حرب أهلية أخرى. كما أُطيح بمتى قانتاقوزن، الذي عينه يوحنا السادس قسيمًا في المُلك، في عام 1357م. ناشد يوحنا الخامس الغرب لمساعدته ضد العثمانيين، ولكنه أُجبر على الاعتراف بالهيمنة العثمانية على بلاده سنة 1371م. عُزل سنة 1376م على يد ابنه أندرونيقوس الرابع. |
| | يوحنا السادس قانتاقوزن (اليونانية: Ἰωάννης ΣΤʹ Καντακουζηνός)                                                                | 8 شُباط (فبراير) 1347– 4 كانون الأول (ديسمبر) 1354                  | نسيب أسرة باليولوج من جهة الأم. أُعلن قسيمًا في المُلك في 26 تشرين الأول (أكتوبر) 1341م، واعترف به إمبراطورًا أكبرًا لمدة عشر سنوات عند انتهاء الحرب الأهلية يوم 8 شُباط (فبراير) 1347م. أطاح به يوحنا الخامس عام 1354م، فاعتزل الدنيا وترهبن، ومات في 15 حُزيران (يونيو) عام 1383م. |
| | أندرونيقوس الرابع باليولوج (اليونانية: Ἀνδρόνικος Δʹ Παλαιολόγος)                                                            | 12 آب (أغسطس) 1376– 1 تمُّوز (يوليو) 1379                            | ابن يوحنا الخامس وحفيد يوحنا السادس، وُلد في 2 نيسان (أبريل) 1348م وعُين قسيمًا في المُلك حوالي سنة 1352م. عزل والده في 12 آب (أغسطس) 1376م وحكم حتى عُزل عام 1379م. اعتُرف به مرة أخرى كقسيمٍ في المُلك عام 1381م، وأُقطع سيليفري وأعمالها، ومات فيها في 28 حُزيران (يونيو) 1385م. |
| | يوحنا الخامس باليولوج (اليونانية: Ἰωάννης Εʹ Παλαιολόγος)                                                                    | 1 تمُّوز (يوليو) 1379– 14 نيسان (أبريل) 1390                         | أُعيد بمنصب الإمبراطور الأكبر، وتم التوفيق بينه وبين أندرونيقوس الرابع في عام 1381م، وأعيد تعيينه قسيمًا في المُلك. أُطيح به مرة أخرى سنة 1390م على يد حفيده يوحنا السابع. |
| | يوحنا السابع باليولوج (اليونانية: Ἰωάννης Ζʹ Παλαιολόγος)                                                                    | 14 نيسان (أبريل) 1390– 17 أيلول (سبتمبر) 1390                      | ابن أندرونيقوس الرابع، وُلد سنة 1370م، وعُين قسيمًا في المُلك خلال عهد والده سنة 1377م. اغتصب العرش من جده يوحنا الخامس طيلة خمسة أشهر في عام 1390م، فتوسط السُلطان العُثماني للأخير حتى تم التوفيق بينه وبين يوحنا السابع وعمه عمانوئيل الثاني. دافع عن القسطنطينية طيلة فترة الحصار العثماني ما بين سنتي 1399 و1402م، ثم أُقطع سالونيك، فحكمها حتى وفاته في 22 أيلول (سبتمبر) 1408م. |
| | يوحنا الخامس باليولوج (اليونانية: Ἰωάννης Εʹ Παλαιολόγος)                                                                    | 17 أيلول (سبتمبر) 1390– 16 شُباط (فبراير) 1391                      | أُعيد لمنصب الإمبراطور الأكبر مُجددًا، وحكم حتى وفاته في شهر شُباط (فبراير) 1391م. |
| | عمانوئيل الثاني (اليونانية: Μανουὴλ Βʹ Παλαιολόγος)                                                                          | 16 شُباط (فبراير) 1391– 21 تمُّوز (يوليو) 1425                        | الابن الثاني ليوحنا الخامس، وُلد في 27 حُزيران يونيو 1350م. عُيِّن قسيمًا في المُلك عام 1373م، وأصبح إمبراطورًا أكبرًا بعد وفاة يوحنا الخامس، فحكم حتى وفاته. سافر إلى حُكَّام أوروبا الغربيَّة بحثًا عن مساعدة ضد العُثمانيين، واستغل الهزيمة العثمانية في معركة أنقرة فاستعاد بعض الأراضي وتخلص من تبعيته لهم. |
| | يوحنا الثامن باليولوج (اليونانية: Ἰωάννης Η' Παλαιολόγος)                                                                    | 21 تمُّوز (يوليو) 1425– 31 تشرين الأول (أكتوبر) 1448                 | أكبر أبناء عمانوئيل الثاني الذين بقوا على قيد الحياة. وُلد في 18 كانون الأول (ديسمبر) 1392م. عُين قسيمًا في المُلك حوالي سنة 1416م، وخلف والده بعد وفاته. وافق على اتحاد الكنيستين الشرقية والغربية سنة 1439م، في سبيل الحصول على المعونة الأوروبية لِإيقاف التمدد العثماني. |
| | قسطنطين الحادي عشر (اليونانية: Κωνσταντῖνος ΙΑʹ Παλαιολόγος)                                                                 | 6 كانون الثاني (يناير) 1449– 29 أيَّار (مايو) 1453                   | الابن الرابع لعمانوئيل الثاني. وُلد في 8 شُباط (فبراير) 1405م. كان حاكمًا لإمارة المورة منذ عام 1428م، وحمل عدة حملات تمكن بمقتضاها من ضم إمارة أخايا ووضع دوقية أثينا تحت السيادة البيزنطية المؤقتة، لكنه لم يتمكن من صد الهجمات العثمانية بقيادة طرخان بك. خلف يوحنا الثامن بعد وفاة الأخير باعتباره أكبر أبناء عمانوئيل الثاني الذين بقوا على قيد الحياة. اعترف قسطنطين باتحاد الكنيستين الشرقية والغربية وبتبعيته للبابوية في سبيل الحصول على مساعدة الغرب لدفع العثمانيين المصممين على فتح المدينة بقيادة سلطانهم الشاب محمد الثاني، واستجدى الغرب عدة مرات ولكن دون جدوى. رفض تسليم المدينة سلمًا وصمم أن يدافع عنها، وقتل خلال الهجوم العثماني الأخير في 29 أيَّار (مايو) 1453م. |

### المدعون بالحق في العرش
| الاسم | الاسم                                                | فترة الحكم                | نبذة |
| ----- | ---------------------------------------------------- | ------------------------- | --- |
|       | ديمتريوس باليولوج (اليونانية: Δημήτριος Παλαιολόγος) | 1453– 1460                | وُلد حوالي سنة 1407م. هو نجل عمانوئيل الثاني، وشقيق يوحنا الثامن وقسطنطين الحادي عشر. شارك أخيه طوماس في حكم المورة حتى سنة 1460م. توفي سنة 1470م.               |
|       | طوماس باليولوج (اليونانية: Θωμᾶς Παλαιολόγος)        | 1453– 12 أيَّار (مايو) 1465 | وُلد حوالي سنة 1409م. نجل عمانوئيل الثاني، وشقيق يوحنا الثامن وقسطنطين الحادي عشر، شارك أخيه ديمتريوس في حكم المورة حتى سنة 1460م. توفي في 12 أيَّار (مايو) 1465م. |
|       | أندرياس باليولوج (اليونانية: Ἀνδρέας Παλαιολόγος)    | 12 أيَّار (مايو) 1465– 1502 | وُلد حوالي سنة 1453م. ابن طوماس باليولوج. توفي سنة 1502م. |

## لمزيد من المعلومات
- Timothy E. Gregory: A History of Byzantium (Blackwell History of the Ancient World). Blackwell, Oxford u. a. 2005, ISBN 978-1-4051-8471-7.
- Alexander Kazhdan (Hrsg.): The Oxford Dictionary of Byzantium. Oxford University Press, New York NY 1991, ISBN 0-19-504652-8.